# Schwedische Badmintonmeisterschaft 2017
Die Schwedische Badmintonmeisterschaft 2017 fand vom 3. bis zum 5. Februar 2017 in Täby statt.

## Medaillengewinner
| Disziplin    | Gold                            | Silber                    | Bronze                             |
| ------------ | ------------------------------- | ------------------------- | ---------------------------------- |
| Herreneinzel | Mathias Borg                    | Gabriel Ulldahl           | Henri Hurskainen                   |
| Herreneinzel | Mathias Borg                    | Gabriel Ulldahl           | Mattias Wigardt                    |
| Dameneinzel  | Emma Karlsson                   | Rebecca Kuhl              | Ellen Skott                        |
| Dameneinzel  | Emma Karlsson                   | Rebecca Kuhl              | Ashwathi Pillai                    |
| Herrendoppel | Richard Eidestedt Nico Ruponen  | Tim Foo Andi Hartono      | Jonathan Forsberg Albin Carl Hjelm |
| Herrendoppel | Richard Eidestedt Nico Ruponen  | Tim Foo Andi Hartono      | Fredrik Du Hane Marcus Moore       |
| Damendoppel  | Emma Karlsson Johanna Magnusson | Klara Johansson Moa Sjöö  | Berfin Aslan Amanda Wallin         |
| Damendoppel  | Emma Karlsson Johanna Magnusson | Klara Johansson Moa Sjöö  | Clara Nistad Emma Wengberg         |
| Mixed        | Nico Ruponen Amanda Högström    | Carl Harrbacka Tilda Sjöö | Jonathan Forsberg Klara Johansson  |
| Mixed        | Nico Ruponen Amanda Högström    | Carl Harrbacka Tilda Sjöö | Richard Eidestedt Clara Nistad     |